# Pepparordningen
Pepparordningen (Piperales) är en ordning av gömfröväxter. Den tillhör varken de enhjärtbladiga växterna eller trikolpaterna, utan är placerad i undergruppen magnoliider. I nyare klassificeringssystem ingår följande familjer:
- Hydnoraceae
- Lactoridaceae
- Pepparväxter (Piperaceae)
- Piprankeväxter (Aristolochiaceae)
- Ödlesvansväxter (Saururaceae)

I det äldre Cronquistsystemet var även Chloranthaceae placerad i Piperales, men den är numera inte indelad i någon ordning.